# Sergei Iwanowitsch Gussew (Schwimmer)
Sergei Iwanowitsch Gussew (russisch Сергей Иванович Гусев; * 9. Dezember 1947 in Moskau, Russische SFSR, Sowjetunion) ist ein ehemaliger sowjetisch-russischer Schwimmer.
Bei den Olympischen Spielen 1968 in Mexiko-Stadt gewann Gussew eine Silber- (4 × 100 m Freistil) und eine Bronzemedaille (4 × 100 m Lagen). In beiden Wettbewerben wurde er jeweils in den Vorläufen eingesetzt.